# Драган Микола Юхимович
Микола Юхимович Драган (нар. 10 квітня 1949, Борочиче)  — український військовик, генерал-майор, колишній керівник Контрольно-ревізійного управління Міністерства оборони України. Автор віршів, деякі з них стали піснями на музику Володимира Мельникова.

## Нагороди
За вагомий особистий внесок у забезпечення обороноздатності України, відзначений:
- орденом Богдана Хмельницького III ступеня (2000)[1]
- орденом Данила Галицького (2009)[2]